# Pseudoscopas onsageri
Pseudoscopas onsageri är en insektsart som beskrevs av Ronderos 1987. Pseudoscopas onsageri ingår i släktet Pseudoscopas och familjen gräshoppor. Inga underarter finns listade i Catalogue of Life.